# توماس تورنر (سياسي)
توماس تورنر (بالإنجليزية: Thomas Turner)‏ هو محامي وسياسي أمريكي، ولد في 10 سبتمبر 1821، وتوفي في 11 سبتمبر 1900. حزبياً، نشط في الحزب الديمقراطي. وقد انتخب عضو مجلس النواب الأمريكي.